# Thecla getus
Thecla getus är en fjärilsart som beskrevs av Fabricius 1787. Thecla getus ingår i släktet Thecla och familjen juvelvingar. Inga underarter finns listade i Catalogue of Life.